# リュシテアー
リュシテアー（古代ギリシャ語: Λυσιθέα, Lysithea）またはリュシトエー（古代ギリシャ語: Λυσιθόη, Lysithoe）は、ギリシア神話に登場するオーケアノスの娘（オーケアニス）でゼウスの愛人のひとり。またエウエーノスの娘ともされる。
リュシテアーがゼウスによって身ごもったとき、彼女は妊娠をゼウスから隠しておこうと望んだ。そこで彼女は植物・動物・石に助けを頼んだ。植物と動物は助けることを拒否したが、石は彼女が出産するまで閉じこめて匿った。この間リュシテアーは彼女の運命のことで涙を流し、この涙が石に与えられて水晶が誕生することになった。
リュシテアーはディオニューソスの母とも呼ばれるセメレーの別名であると主張する著者たちもいる。セメレーはのちにディオニューソスから神性を分け与えられてオリュンポスに上げられ、そこでテュオーネーという名で神々のもとで暮らした。

## 文献証拠
リュシテアーに関する歴史的典拠には、ローマの政治家・文筆家であったマールクス・トゥッリウス・キケロー（紀元前106年 – 紀元前43年）およびビザンツの官吏・文筆家であったヨハンネス・リュドス（リュディア人ヨハネス、490年頃 – 565年）によるものがある。
キケローはその著作『神々の本性について』(De natura deorum) においてリュシトエー (Lysithoe) をヘーラクレースの母として述べており、それによってまた彼女をゼウスの愛人であるとしている。しかしながら名前全体の正確なつづりは保存されておらず、後代の写本において語幹 Lysith- はフリードリヒ・クロイツァー（Friedrich Creuzer, ドイツの文献学者・神話学者）によって Lysithoe と補完された。
ヨハンネス・リュドスには、彼の著作『暦月について』(Περὶ τῶν μηνών) 中にギリシア神話の登場人物の系譜的注解も見いだされる。その第4巻ではヘーラクレースの7通りの異なる系図が与えられており、このうちのひとつが両親としてゼウスと、オーケアノスの娘リュシトエー (Lysithoe) とを名指している。また別の箇所ではディオニューソスが、ゼウスとリュシテアー (Lysithea) との息子と呼ばれている。リュシトエーとリュシテアーは事によっては同一視できるのか、それとも根本的に別々の登場人物とみなすべきかは、議論が定まっていない。

## 天文学
1938年にセス・バーンズ・ニコルソンによって発見された木星の第10衛星リシテア（当初は Jupiter X と呼ばれた）はリュシテアーの名にちなんで命名された。